# Constitutionnalisation du droit
La constitutionnalisation du droit est le processus qui, par le moyen du principe de constitutionnalité, concourt à assurer l’unité du droit ou de l’ordre juridique en donnant un socle commun à l’ensemble des branches du droit.
Le fait que la Constitution soit envisagée comme une norme juridique suprême dans un ordre juridique donné a pour conséquence que les sources constitutionnelles irriguent l’ensemble de l’ordre juridique. Ceci est évident dans les États où le principe de constitutionnalité s’applique depuis de nombreuses années (États-Unis). En Europe, et particulièrement en France, parce que la tradition juridique est différente, parce que le principe de la souveraineté parlementaire subsiste encore[réf. nécessaire], le mouvement de constitutionnalisation est plus lent.
De fait, l'existence d'un contrôle de constitutionnalité fait de la constitution la source des sources du droit; autrement dit, désormais toutes les branches du droit ont leurs bases dans la Constitution. Cela est vrai pour le droit public (droit administratif, droit budgétaire, droit public économique, etc.) ; mais cela l'est aussi pour le droit privé (droit civil, droit commercial, droit pénal, etc.). En effet, le principe de constitutionnalité s'applique aussi bien aux règles de droit public qu'aux règles de droit privé. 
On distingue deux formes de constitutionnalisation : directe et indirecte.  

## La constitutionnalisation directe
La constitutionnalisation directe est une constitutionnalisation des sources du droit. C’est un phénomène qui correspond à une élévation de la valeur juridique de certaines règles de droit qui paraissent plus importantes que d'autres, mais qui n'ont pas reçu de consécration constitutionnelle implicite. La jurisprudence française a notamment dégagée parmi ces règles le droit à un recours juridictionnel, le droit à saisir un tribunal pour défendre sa cause.

## La constitutionnalisation indirecte
D’autre part, on parle de constitutionnalisation indirecte, de constitutionnalisation du fond du droit, lorsque l’interprétation de la Constitution retenue par le juge constitutionnel va avoir un effet sur l’ordre juridique et surtout sur les interprétations retenues par les juridictions ordinaires. 
Par exemple, le droit fondamental à la vie ou à la dignité de la personne humaine (corollaire du premier) sont en principe absents du bloc de constitutionnalité. Pourtant, par une interprétation extensive de la première phrase du Préambule de 1946, le Conseil constitutionnel a reconnu l’existence du principe de dignité de la personne humaine dans une décision du 27 juillet 1994 à propos des lois relatives à la bioéthique.